# 第三回在日宣教師会議
第三回在日宣教師会議（だいさんかいざいにちせんきょうしかいぎ）は、1900年（明治33年）10月に東京市で開催された在日プロテスタント宣教師のミッションの大会である。東京宣教師会議とも呼ばれる。
1900年4月に開かれた福音同盟会大会に呼応して開催された。
1900年10月24日から31日まで東京YMCAの東京基督教青年会会館（神田YMCA)で、在日プロテスタントの各派のミッションによる大会が開催された。横浜宣教師会議（1872年（明治5年））、大阪宣教師会議（1873年（明治16年））から通算で3回目の宣教師の会議になる。50のミッションから379名が参加した。さらに日本の教会の指導者20名に中国（清）などの宣教師たち50名を客員に加えた。
日本宣教の諸問題を発題し、討論の形式で意見を交換した。二十世紀大挙伝道、共通讃美歌編纂などについての協力について話し合われた。
この会議の結果、各ミッションの協力態勢が進んで、駐日外国宣教師団の形成につながった。